# 린다 청
린다 청(Linda Chung, 중문명(中文名)은 종가흔(중국어: 鍾嘉欣, 병음: Zhōng Jiāxīn 중자신[*],광둥어: Zung1 Gaa1 Jan1 쩡까얀), 1984년 4월 9일 ~ )은 캐나다 시민권자 신분의 중화인민공화국 홍콩 특별행정구 여성 영화배우, 텔레비전 연기자, 가수, 작곡가이다.

## 생애
그녀는 중국계 캐나다인으로 그녀의 중국계 직계 조상이 거주했던 원적지는 중화인민공화국 광둥성 마오밍이다. 캐나다 브리티시컬럼비아주 밴쿠버에서 출생하여 지난날 한때 중화인민공화국 광둥성 마오밍을 거쳐 영국령 홍콩에서 잠시 유아기를 보낸 적이 있는 그녀는 2003년 캐나다 밴쿠버 화교 소저 선발대회에서 입상하여 첫 데뷔하였고 2004년 홍콩의 텔레비전 드라마에서 연기자로 데뷔하였으며 2006년 가수 데뷔하였고 2007년 영화 《십분애(十分愛)》로 영화배우 데뷔하였다.